# 통영 비진도 팔손이나무 자생지
통영 비진도 팔손이나무 자생지(統營 比珍島 팔손이나무 自生地)는 대한민국 경상남도 통영시 한산면, 비진도에 있는 천연기념물이다. 1962년 12월 7일 대한민국의 천연기념물 제63호로 지정되었다.

## 개요
팔손이나무는 두릅나무과에 속하는 상록관목으로 경상남도 남해와 거제도 등 해변의 산골짜기에서 자라고 있다. 팔손이나무라는 이름은 잎이 손바닥모양과 같이 7∼9갈래로 갈라진데서 생긴 것이며, 팔각금반 또는 팔금반이라고도 부른다. 남부지방에서는 정원수로 많이 심는다.
통영 비진도의 팔손이나무 자생지는 통영시 한산면의 비진도라는 섬에 위치하고 있다. 한때 태풍으로 큰 피해를 받은 일이 있으며, 동백나무, 후박나무, 생달나무, 자금우 등과 함께 자라고 있다.
팔손이나무에는 슬픈 이야기가 전해오고 있다. 옛날 인도에 ‘바스바’라는 공주가 있었는데, 공주의 열일곱 생일날 어머니가 예쁜 쌍가락지를 선물로 주었다. 그런데 공주의 한 시녀가 공주방을 청소하다가 반지에 호기심이 생겨 양손의 엄지손가락에 각각 한 개씩 껴 보았다. 그러나 한번 끼워진 반지가 빠지지 않자 겁이 난 시녀는 그 반지 위에 다른 것을 끼워 감추었다. 반지를 잃고 슬퍼하는 공주를 위해 왕이 궁궐의 모든 사람을 조사하자, 시녀는 왕 앞에서 두 엄지를 제외한 여덟 개의 손가락을 내밀었다. 그때 하늘에서 천둥과 번개가 치고 벼락이 떨어지는 순간 그 시녀는 팔손이나무로 변했다고 전해진다.
통영 비진도의 팔손이나무 자생지는 팔손이나무가 자라고 있는 가장 북쪽에 있으며, 재배식물의 자생지로서 학술연구상 가치가 높고 희귀종으로 인정되어 천연기념물로 지정·보호하고 있다.

## 같이 보기
- 팔손이나무
- 비진도

## 참고 자료
- 통영 비진도 팔손이나무 자생지 - 국가유산청 국가유산포털